# Sefer Tora

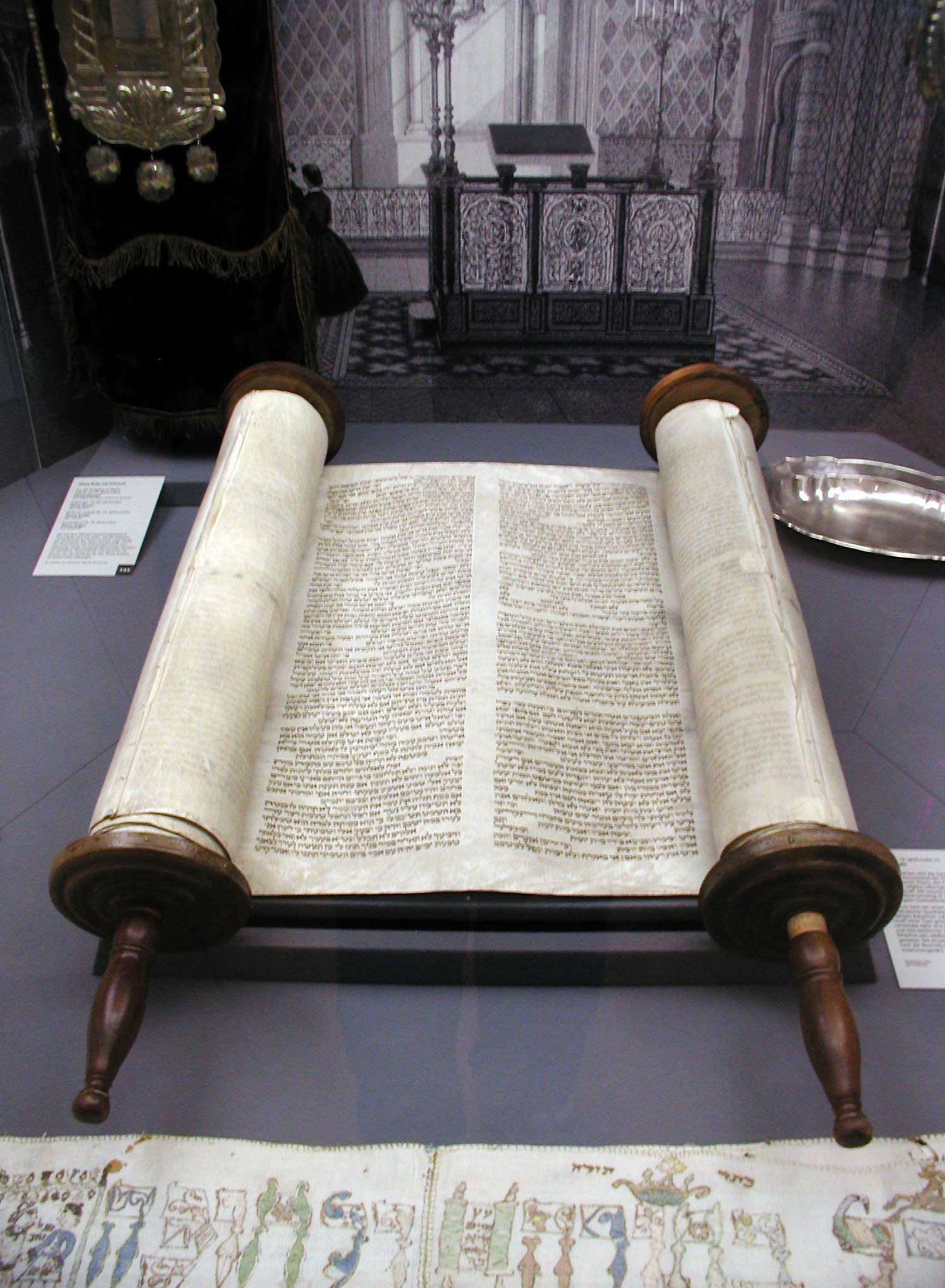
Svitek Tóry

Sefer Tora (hebrejsky ספר תורה‎, dosl. „kniha (svitek) zákona“) je v současnosti standardní označení pro pergamenový svitek s textem Tóry používaný k liturgickému čtení při bohoslužbách. Sefer Tora se těší v judaismu mimořádné úctě a má status posvátného předmětu.

## Původ
| „                        | Když Mojžíš dokončil zápis slov tohoto zákona do knihy, přikázal lévijcům nosícím schránu Hospodinovy smlouvy: Vezměte knihu tohoto zákona a uložte ji po straně schrány smlouvy Hospodina, vašeho Boha. Tam bude proti tobě svědkem. | “ |
| — Deuteronomium 31,24-26 | |   |

Podle tradice zapsal Mojžíš veškerá Boží přikázání do Knihy zákona (ספר תורה). Jeden svitek byl uschován v Arše úmluvy, po jednom svitku pak dostal každý z dvanácti izraelských kmenů. Osud těchto svitků není až na výjimky dále zmiňován, konkrétně se Kniha zákona vynořuje opět až v 2. knize královské 22,8, kde je popisována jako kniha nalezená v jeruzalémském Chrámu. Podle některých biblistů se mohlo jednat o knihu Deuteronomium. V Nehemjášovi 8, 1 je popisována ceremonie, při které Ezdráš přináší před shromážděný lid „knihu Mojžíšova zákona“ a veřejně z ní předčítá. Z této praxe je odvozováno dnešní synagogální čtení z Tóry.

## Vzhled

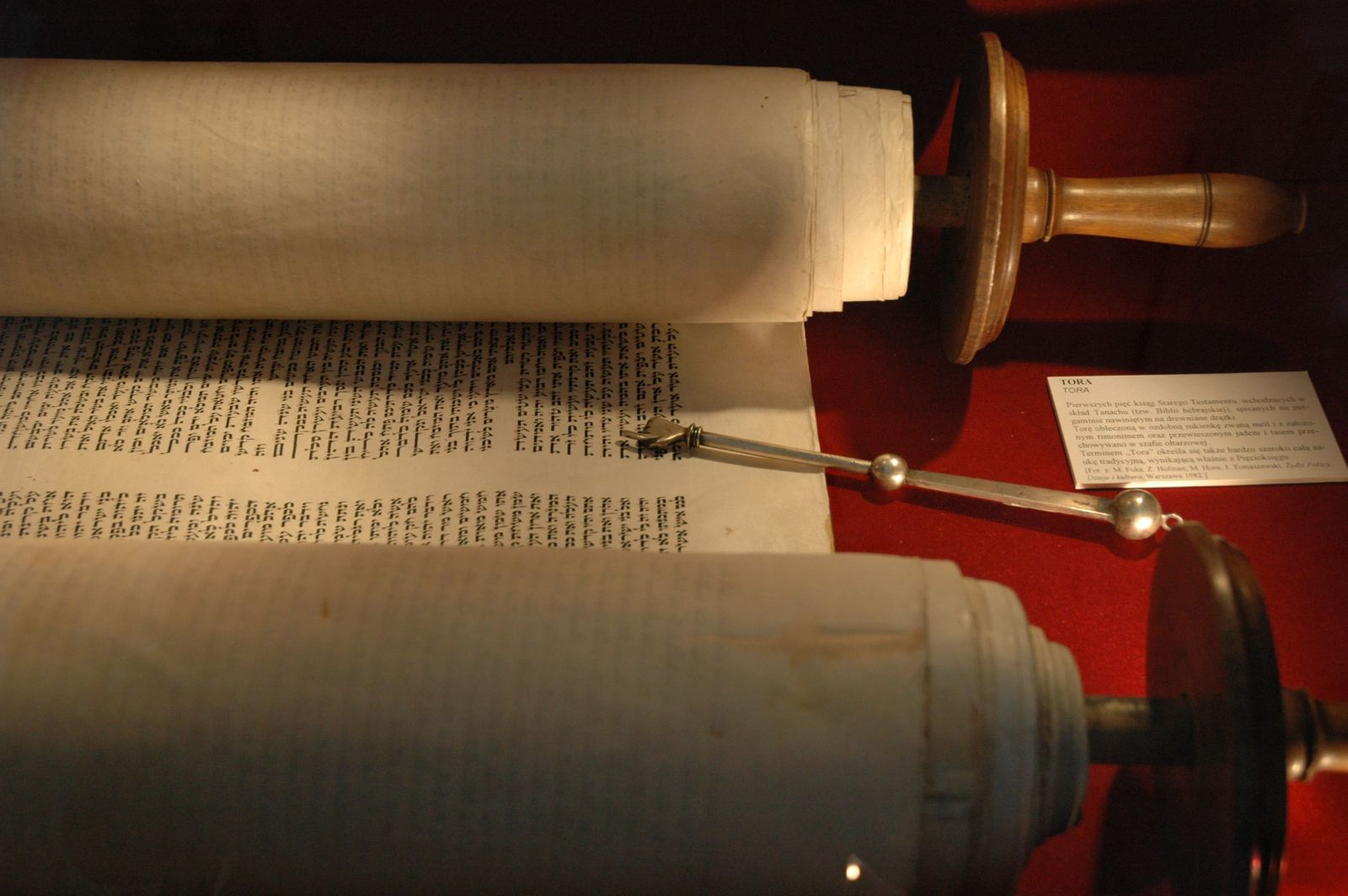
Svitek Tóry a ukazovátko jad

Text Tóry je napsán ručně kvalifikovaným písařem (sofer) inkoustem na pergamen, vyrobený z kůže košer zvířete poraženého rituálně správným způsobem. Rozměry a rozsazení textu a jednotlivých slov je pevně stanoveno, stejně jako písmo, kterým je text psán (tzv. Stam). Stejná pravidla se vztahují i na tfilin a mezuzu. Svitek je upevněn na dvou dřevěných tyčích (עצי חיים acej chajim, dosl. „stromy života“). Pokud je svitek smotán, bývá někdy omotán povijanem (ווימפל‎, vimpl), který je podobný povijanu pro novorozeňata. Tento zvyk je obvyklý především u aškenázských židů. Smotaný svitek je přikrytý pláštíkem (מעיל‎, me'il), který je často bohatě vyšíván a kromě náboženských motivů (jako koruna Tóry, desatero apod.) obsahuje i jméno osoby, která jej vyrobila nebo která jeho výrobu sponzorovala. Přes horní držadla je pak zavěšen stříbrný štít (חושן‎, chošen), připomínající štít, který nosil velekněz v Chrámu, a ukazovátko (יד‎ jad, dosl. „ruka“), které při čtení používá předčítající, aby se svitku nedotkl prsty. Na horní držadla jsou pak nasazeny stříbrné nástavce (רמונים‎, rimonim, dosl. „granátová jablka“) nebo koruna (‎כתר keter). Nástavce jsou opatřeny zvonečky, které se rozezní, kdykoli je Tóra nesena v synagoze kolem bimy a věřící tak i v případě, kdy je synagoga zcela zaplněna, slyší, kde se Tora právě nachází a otáčejí se směrem k ní (podle některých minhagů je nevhodné otáčet se k Tóře zády).

## Užívání
Sefer Tora se užívá k liturgickému čtení během bohoslužeb v synagoze. Svitek nesmí být nijak fyzicky poškozen a všechna písmenka musí být rovněž jasně čitelná, jinak svitek není možné užívat. Pokud není zrovna čten, je uchováván v aronu ha-kodeš v synagoze.